# Пахіл
Пахіл (можливо, Піхілум) — ханаанське місто у Зайорданні, руїни якого знаходяться за шість десятків кілометрів на північний захід від столиці сучасної Йорданії Амману. Вже після занепаду Пахілу на його території виникло еліністичне місто Пела, котре відоме своєю належністю до Десятимістя та як місце однієї з перших битв між візантійцями та арабами.

## Рання історія

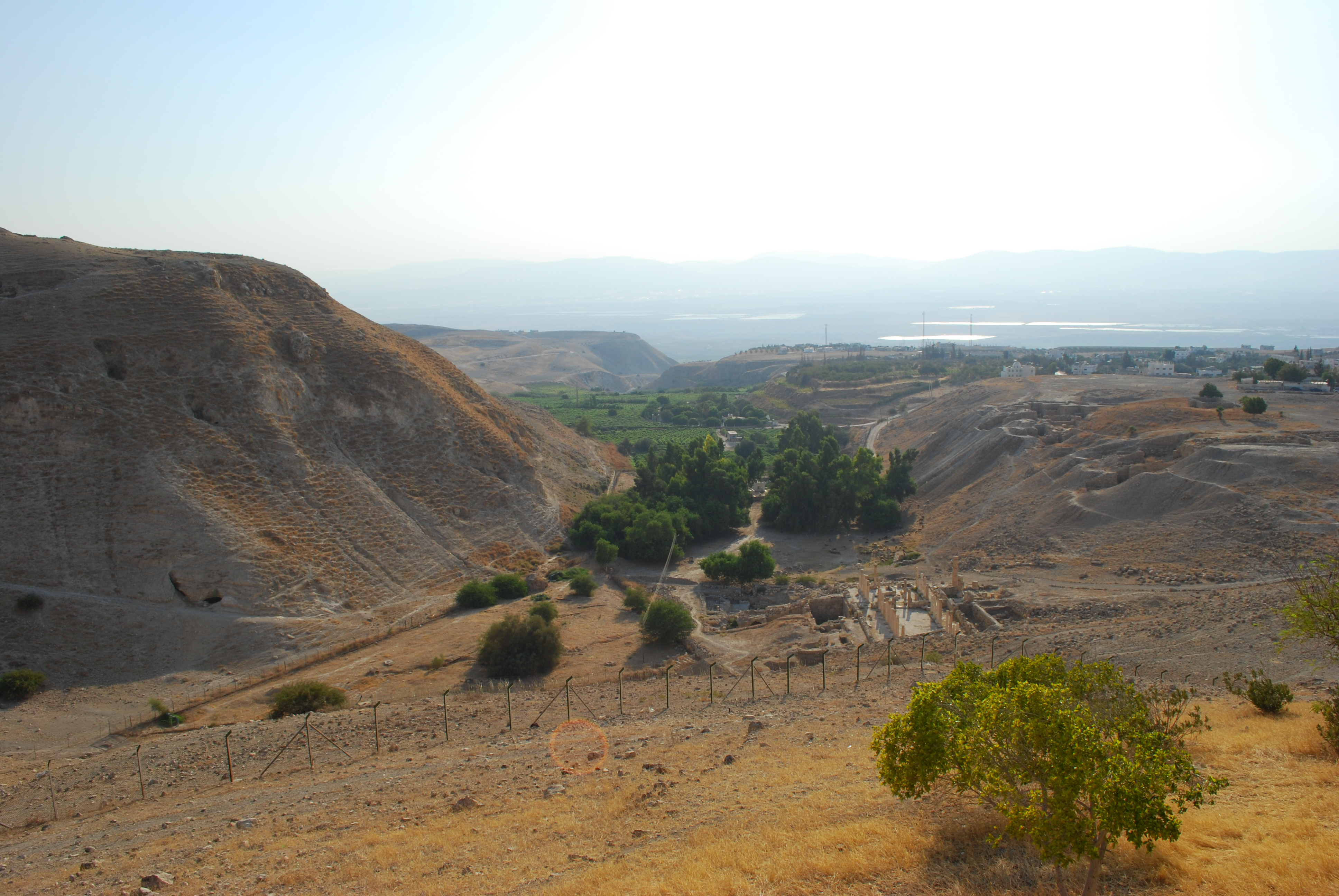
Загальний вигляд місцевості зі сходу. Праворуч пагорб з городищем Пахіла, ліворуч гора Тель-Хосн

Перші сліди перебування людей на пагорбі, де розташовувався Пахіл, відносяться до періоду неоліту та мають вік приблизно 8 тисяч років. На початку Бронзової доби (3 тисячі років до н. е.) тут вже існувало не просто селище, а місто, до того ж, ймовірно, з сильною владою (царем). Останнє виводять з наявності оборонних стін (наразі збереглися їх залишки висотою біля одного метра), для зведення яких було необхідно централізувати значні ресурси.
Крім того, на горі Тель-Хосн, що здимається над пагорбом за сотню метрів південніше (на протилежній стороні невеликої долини) виявлено масивну кам'яну платформу. Остання також відноситься до Ранньої Бронзової доби та напевно виконувала функцію підмурівку для фортечних стін.

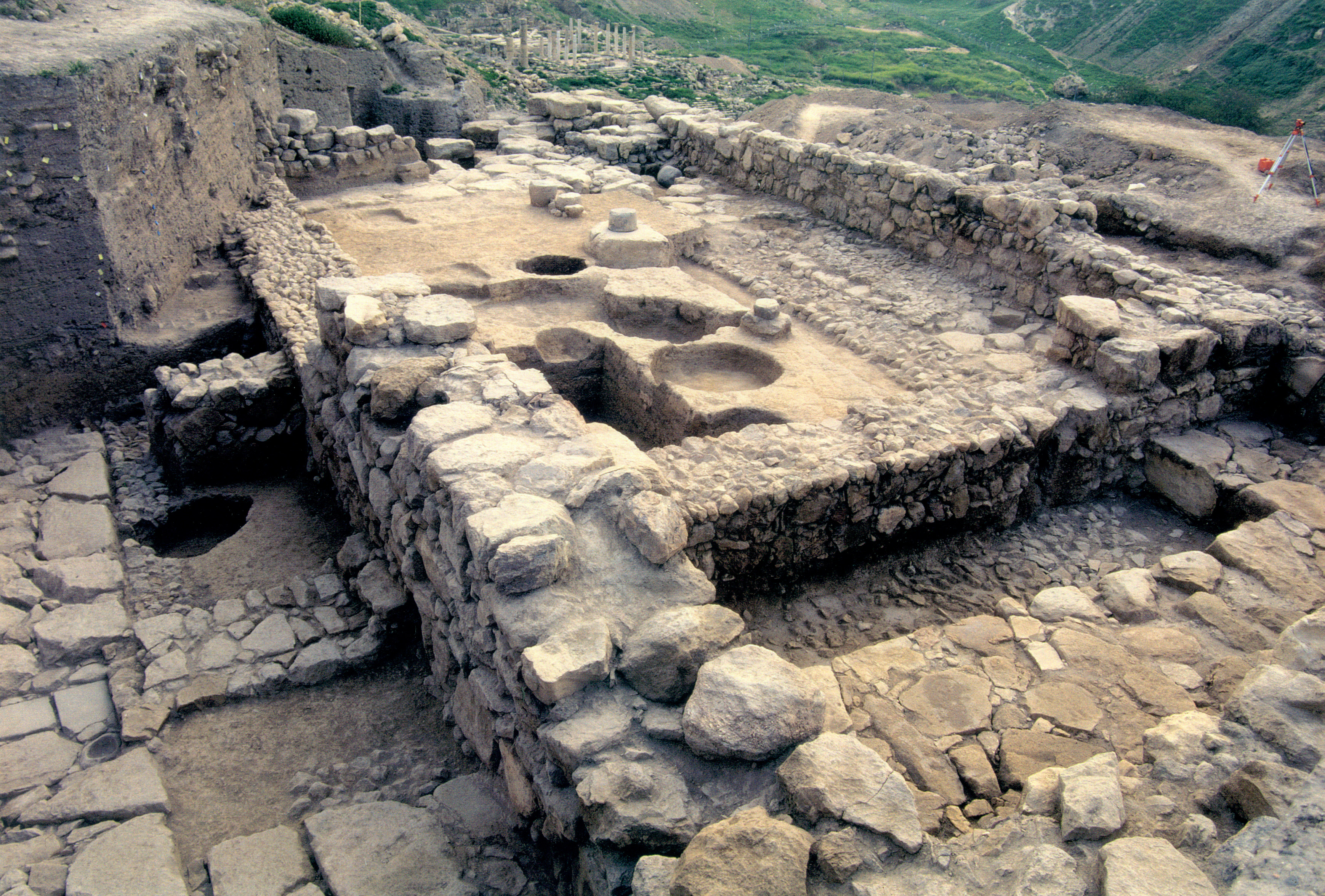
Розкопки Мигдолу

У Середню Бронзову добу (приблизно 1900 р. до н. е) Пахіл досяг максимального розміру та багатства. Його оточувала оборонна стіна із цегли-сирцю, деякі залишки якої мають наразі висоту до семи метрів. Приблизно 1650 р. до н. е. тут звели храм, розміщений на платформі із великих кам'яних блоків довжиною один метр, при цьому на одній із сторін платформи її висота сягає 4 метрів. Як вважають археологи, храм був присвяченим головному ханаанському богу на ім'я Ел. Саму споруду дослідники наразі іменують семітським словом Мигдол — «башта», «фортеця».
На початку Пізньої Бронзової доби (1500 р. до н. е.), Пахіл продовжував процвітати. На південному боці пагорбу розкопки виявили велику резиденцію «царського» рівня, котра мала стіни з масивних кам'яних блоків та штукатурену підлогу. З іншого боку долини на схилі Тель-Хосн була відкрита багата гробниця, знов таки, гідна царя (при цьому біля входу до неї виявили зв'язаного та заколотого раба, котрий мав прислужувати господарю і на тому світі).

## Підкорення єгиптянами

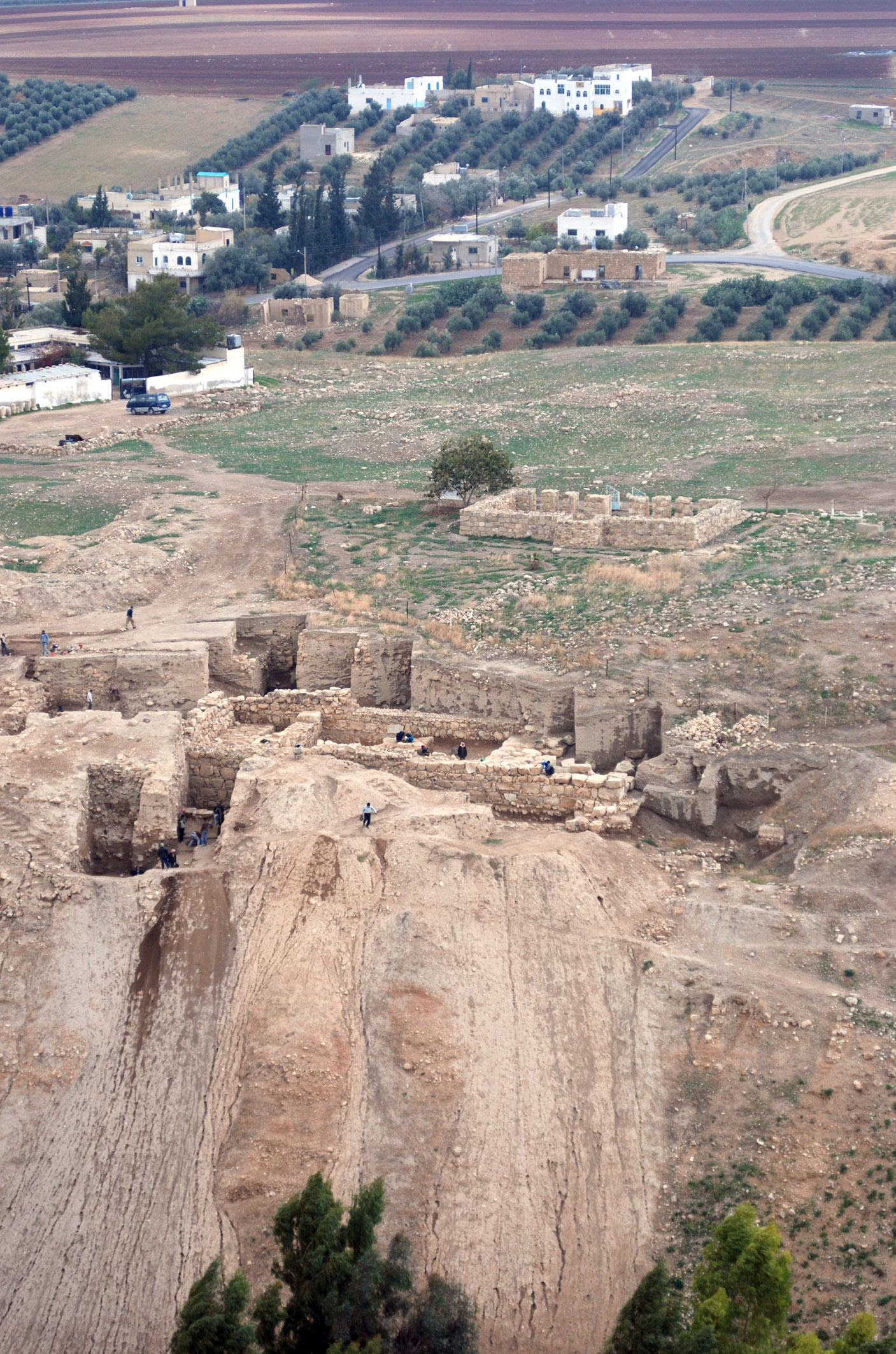
Вид на Мигдол з гори Тель-Хосн

На зламі 16 та 15 століть до н. е. Єгипет, який за кілька десятиліть до того звільнився з-під панування азійських кочовиків-гіксосів, звернув свою увагу на землі Ханаану, Фінікії та Сирії. Фараон Тутмос I пройшов через них походом аж до Євфрату та розбив мітаннійців — на той час головних конкурентів за вплив у Леванті. Втім, до стійкого панування фараонів призвели вже походи його онука, Тутмоса III. У створених на відзначення його діянь топографічних списках підкорених міст зустрічається і Пахіл (причому дослідники вважають, що написам цього фараона властивий зв'язок із справжніми шляхами його походів — на відміну від деяких більш пізніх правителів, котрі могли копіювати свої списки зі зразків попередників).
Розкопки у Пахілі надали численні свідчення єгипетського впливу, на відміну від ряду інших поселень у Зайорданні. Останнє дає змогу припускати, що саме Пахіл став місцем перебування агентів уряду фараонів і східним форпостом на головній переправі через Йордан, якою торгові каравани прямували до або з Амманського плато, що лежить далі на схід.

## Цар Мутбалу
Наступні згадки про Пахіл дійшли до нас з амарнського архіву фараона-реформатора Ехнатона (1353—1336 рр. до н. е.), відомого своєю першою в історії спробою запровадження єдинобожжя. На час його правління єгипетське домінування в Ханаані ще ніхто не заперечував, проте спокій порушували чвари місцевих правителів.
Один із знайдених в Амарні листів належить пахільському царю Мутбалу (Mut-ba'lu), єдиному відомому нам на ім'я правителю цього міста, та розповідає про конфлікт з царем міста Хацор (на півночі теперішнього Ізраїлю у Галілеї) та конфедерацією із семи міст землі Гашур (територія Голанських висот). Союзником Мутбалу при цьому виступає Аяб, правитель Аштароту — міста на схід від Голан (одне з можливих місць розташування еліністичної Рафани, котра належала до Десятимістя разом з наступником Пахілу містом Пелла). Мутбалу запевняє єгипетського намісника, що не ухиляється від зустрічі з ним, а також виправдовує Аяба, котрий начебто втік зі своїх земель та переховується у Пахілі. Насправді ж, як стверджує Мутбалу, вороги почали кампанію і змогли захопити міста Хаяну та Ябіліма (припускають, що це Абіла на півдороги між Пахілом та Аштаротом), проте Аяб прибув на допомогу. Наразі ж правителя Аштароту немає в Пеллі вже більше двох місяців, при цьому Мутбалу, отримавши попередження про майбутнє прибуття намісника, послав Аябу повідомлення та не сумнівається, що той з'явиться в Пахіл. Лист також свідчить про принизливе становище дрібних ханаанських царів — Мутбалу називає себе «слугою» єгипетського намісника та «падає до ніг господаря».

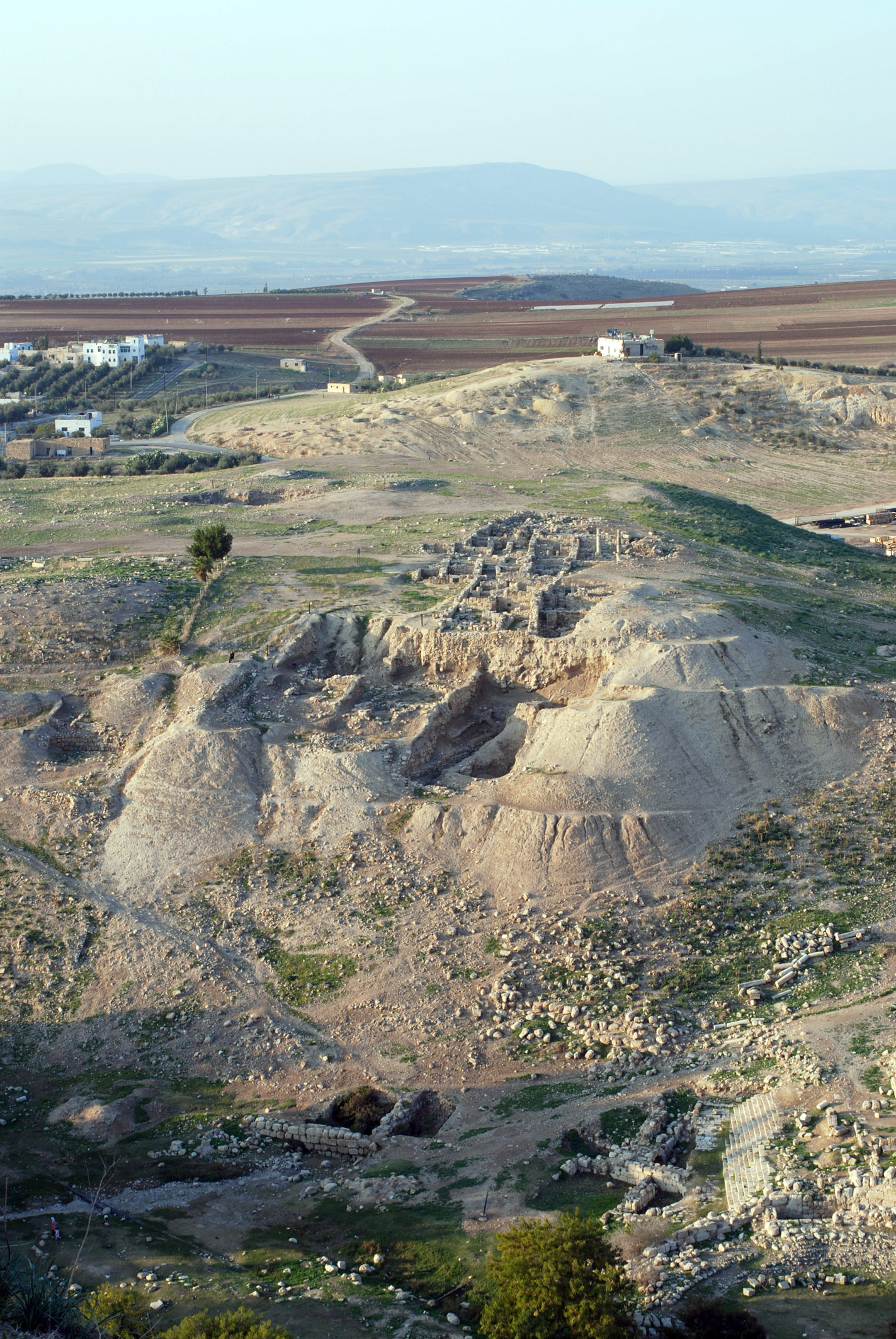
Східна частина городища

В амарнському архіві є ще один лист від Мутбалу, і знов-таки з приниженими виправдовуваннями. На цей раз цар Пахілу запевняє безпосередньо фараона, що він не чинить жодних перешкод відправці караванів до Мітанні та Вавилонії. Мутбалу, «слуга, пилюка під ногами [[господаря]], багнюка, яку ти попираєш» при цьому падає до ніг свого господаря «сім разів, сім разів» та вигукує — «хто я такий, щоб затримувати твої каравани!».
Втім, іноземне володарювання на тлі розквіту караванної торгівлі не означало економічного занепаду. Так, біля 1350 р. до н. е. відбулась масштабна перебудова храму, ймовірно, викликана серйозними пошкодженнями внаслідок землетрусу. Первісне приміщення з сирцевої цегли повністю знесли, а на звільненій кам'яній платформі звели нову будівлю, схожу за конструкцією на знайдені в нільській дельті храми.

## Руйнування в добу пізньої бронзи
В одному з шарів, що відносяться до пізньої бронзової доби, археологи натрапили на слід масштабних руйнувань. Останні простежувались в усьому розкопі площею 300 м2 та, ймовірно, охоплюють значно більшу територію. Одним з можливих пояснень цієї події виступають каральні походи фараонів Сеті I (1294—1279 рр. до н. е.) та його наступника Рамзеса II (правив до 1224 р. до н. е), котрі повертали палестинські території, втрачені в часи послаблення Єгипту за підсумками першої спроби запровадження єдинобожжя.
В цілому ряді написів Сеті І, зокрема, двох виконаних у славнозвісному Карнакському храмі, Пахіл згадується у списках підкорених міст. А стела з ізраїльського Бейт-Шеану (пізніше під назвою Скіфополіс так само входив до згаданого вище Десятимістя) дає більш детальну інформацію про бойові дії цього фараону в Ханаані. Згідно з нею, проти єгиптян спалахнув заколот у Хаматі, який перекинувся на розташований трохи північніше Бейт-Шеан. Повсталі мали підстави розраховувати на допомогу з боку Пахілу, активний виступ якого значно ускладнив би ситуацію. Однак єгипетський воєначальник вислав загони до двох згаданих першими міст, а також до розташованого у Зайорданні Єноаму (Yeno'am), котрі швидко («за один день») придушили повстання. Хоча Пахіл і згадується в цій оповіді як місце, де співчували заколотникам, проте її характер не дає підстав приписувати масштабні руйнування поселення саме Сеті Першому.
Пахіл входить і до розміщених в карнакському храмі списків міст, підкорених наступним фараоном Рамзесом ІІ. Також відомо, що в 1270/1269 р. до н. е. цей правитель провадив військову кампанію у розташованому трохи південніше за Пахіл Моаві (область на схід від Мертвого моря). Оскільки з часів Рамзеса ІІ не дійшло додаткових свідчень про перебіг його ханаанської кампанії (як то сталось із Сеті І завдяки бейт-шеанській стелі), це дає аргументи прихильникам думки про руйнування Пахілу саме Рамзесом.
В контексті прив'язки дати спустошення міста до правління Сеті І або Рамзеса ІІ згадують і про розквіт розташованого на тому ж східному березі Йордану, але за два десятки кілометрів південніше, поселення на пагорбі Tell es-Sa'idiyeh. Зазначається, що розвиток останнього міг бути наслідком зміщення сюди переправи через річку на торгівельному шляху на схід, який раніше контролював Пахіл.
Втім, отримані археологами дані дозволяють припускати і більш пізній період спустошення Пахілу — кінець 13-го або навіть початок 12 ст. до н. е. При цьому достеменно відомо про похід у Ханаан фараона Мернептаха (1212—1202 рр. до н. е.), що засвідчує знайдена у Фівах стела (відома зокрема першим згадуванням Ізраїлю в історичному джерелі). Але хоча він і добрався до Зайордання, де зруйнував вже згадуваний вище Єноам, проте опис походу не містить жодних згадок про Пахіл.
Нарешті, не виключене руйнування міста не єгиптянами, а якимось іншим супротивником імперії, що почала слабнути (до речі, на період правління цариці Таусерт — 1188—1186 рр. до н. е. — припадає знищення невідомими воїтелями розташованого за три десятки кілометрів південніше від Пахілу святилища на пагорбі Дейр-Алла). На цю роль пропонуються «народи моря» (хоча для них східний берег Йордану був доволі віддаленим районом) або кочовики з пустелі. При цьому захоплення Пахілу в добу пізньої бронзи спрощувала відсутність укріплень (відомо, що єгиптяни з метою запобігання повстанням практикували руйнацію фортифікаційних споруд у підкорених містах).
У всякому разі, єгипетське панування на східній околиці Середземномор'я завершилось у середині 12 століття до н. е. Що ж стосується Пахіла, розкопки вказують на відбудову міста після навали (причому лінії вулиць і стін нових будівель здебільшого повторюють старі).

## Післяєгипетський період

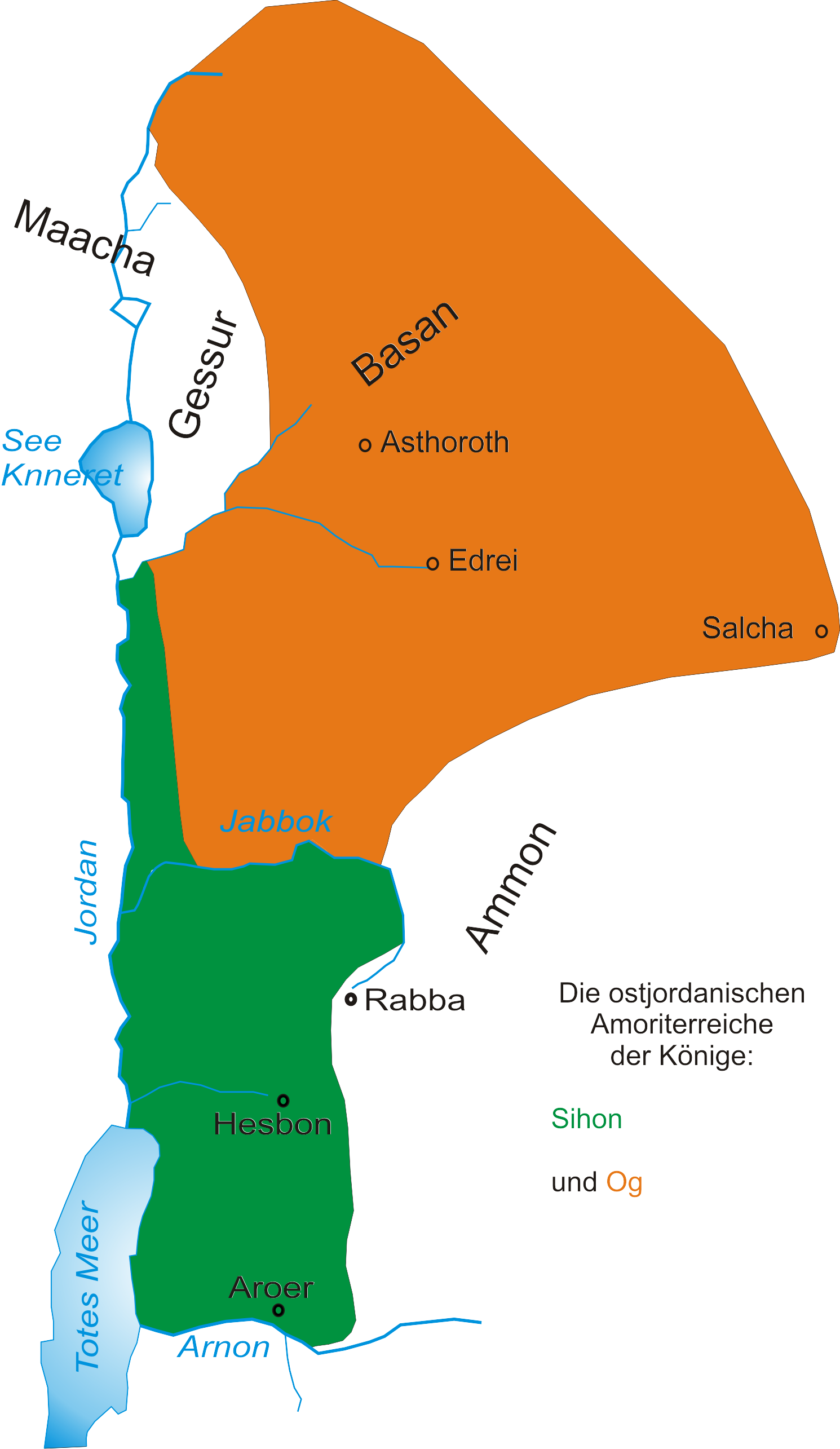
Карта Зайордання періоду приходу євреїв. Аморейське царство Сигона виділено зеленим

Розподіл захоплених земель між ізраїльськими племенами (Пахіл опинився на території коліна Манассії)

Занепад Єгипту в кінці Нового царства створив вакуум влади у Леванті. Роздроблений на безліч дрібних володінь Ханаан не зміг протидіяти кочовим народам — арамеям, що насувалися сюди з північного сходу, та євреям зі східної пустелі.
За твердженням Біблії, район, де розташовувався Пахіл, належав аморейському царю Сигону. Хоча володіння останнього лежали переважно на південь від Яббоку (впадає ліворуч до Йордану за кілька десятків кілометрів південніше від Пахіла), проте він також володарював над прийорданською рівниною аж до Тиверіадського озера. У підсумку «І не дав Сиго́н Ізраїлеві перейти в границі його. І зібрав Сигон увесь свій народ, та й вийшов навпроти Ізраїля на пустині, і прибув до Йогці, і воював з Ізраїлем. І вдарив його Ізраїль ві́стрям меча, і посів край його». Зайняте євреями Зайордання отримало назву Гілеад (Галаад).
Яка була доля Пахілу в часи єврейського панування достеменно невідомо. Зазначений вище храм виявився зруйнований біля 1150 р. до н. е. внаслідок пожежі. На той час економічі можливості мешканців були значно меншими, аніж трьома сотнями років раніше, тому споруда два з половиною століття проіснувала в напівзруйнованому стані з окремими ознаками відновлення. Лише біля 900 р. до н. е. тут провели більш масштабні роботи зі зведення нового храму, який, втім, був утричі менший за попередників. Він мав змінену орієнтацію та значно примітивнішу конструкцію.
До храму прилягав комплекс із двох десятків кімнат, ймовірно храмових майстерень, багато з яких були відведені для зберігання рідких продуктів та бобів.

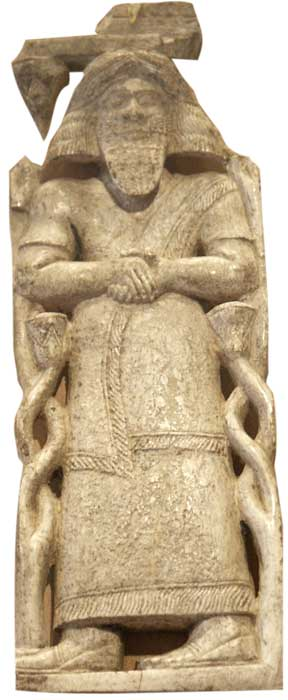
Дамаський цар Хазаель

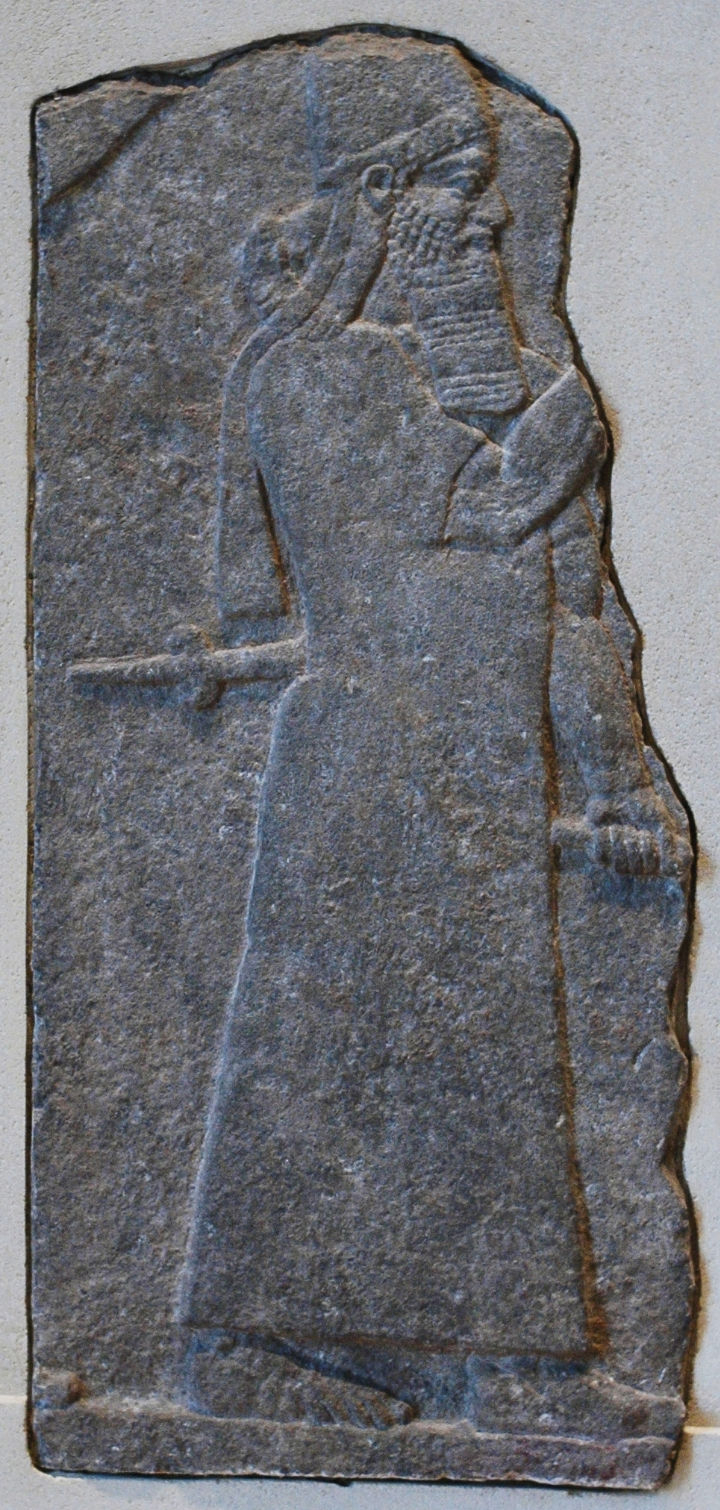
Асирійський цар Тіглатпаласар ІІІ

З розколом давньоєврейської держави землі за Йорданом відійшли до Північно-Ізраїльського царства, котре повело тривалу боротьбу з арамейськими правителями Дамаску. Цар останнього Хазаель, період правління якого визначають між 842 та 796 роками до н. е., зміг захопити Галаад. При цьому біля 800 р. до н. е. Пахіл зазнав серйозних руйнувань, котрі археологи пов'язують з черговим землетрусом.
У другій половині 8 століття до н. е. ассирійський володар Тіглатпаласар III, котрий поклав край існуванню Дамаського царства та наніс важку поразку Північно-Ізраїльській державі, створив у Зайорданні провінцію Gal'azu (тобто Гілеад). Трохи більш ніж за сотню років по тому владу над територією перебрали вавилоняни, які невдовзі поступились персам. Нарешті, у другій половині 4 століття до н. е. Зайордання разом з усією Перською імперією опинилось під владою Александра Македонського. З цього почався елліністичний період, під час якого на місці, де колись був Пахіл, виникло місто Пелла.
Варто наголосити, що наведені дані про події в Зайорданні у післяєгипетський період стосуються історії цієї території в цілому, а не безпосередньо Пахілу. Письмові звістки про це місто перериваються ще на часах фараона Рамзеса ІІ, а дані археологічних розкопок наразі засвідчують лише існування під час Залізної доби збіднілого поселення на пагорбі.

## Розкопки
Перше невелике дослідження на місці розташування Пахілу провели у 1958 році під егідою Американської школи східних досліджень. Влітку 1966-го тут стартував масштабний проект Коледжу Вустера (штат Огайо), проте через Шестиденну війну не вдалось почати навіть другий сезон розкопок. Після поліпшення безпекової ситуації в Йорданії роботи відновились у 1979-му. До 1985-го їх вели спільно Коледж Вустера та Сіднейський університет, після чого останній перебрав на себе всі польові роботи.